# دومین لشکرکشی چوشو
دومین عملیات چوشو (به ژاپنی: 第二次長州征討)، جنگ تابستان یک عملیات تنبیهی بر ضد قلمرو چوشو بود که به رهبری شوگون‌سالاری توکوگاوا انجام شد.

## نقش توکوگاوا یوشینوبو
در دومین لشکرکشی چوشو در سال ۱۸۶۶، توکوگاوا یوشینوبو علیرغم میل و دخالت قلمرو ساتسوما، فرمان امپراتوری برای حمله به چوشو را دریافت کرد. با این حال، به دلیل اتحاد ساتسوما-چوشو، قلمرو ساتسوما از اعزام نیرو خودداری کرد و نیروهای شوگون‌سالاری متحمل شکست‌های پی‌درپی شدند. در بحبوحه دومین لشکرکشی چوشو، در ۲۰ ژوئیه (۲۹ اوت ۱۸۶۶)، شوگون چهاردهم توکوگاوا ایه‌موچی در قلعه اوساکا درگذشت. در ابتدا، قرار بود خود یوشینوبو به لشکرکشی چوشو لشکرکشی کند و از سوی دربار امپراتوری یک شمشیر تشریفاتی به او اهدا شد، اما با شنیدن خبر سقوط قلعه کوکورا (واقع در کیتاکیوشو، فوکوئوکا)، لشکرکشی خود را لغو کرد و در عوض با دربار امپراتوری لابی کرد تا فرمان امپراتوری مبنی بر آتش‌بس را دریافت کند که با وجود مخالفت قلمرو آیزو و رده‌های بالای دربار امپراتوری، موفق به انعقاد آن شد.